# (9285) 1981 EL24
(9285) 1981 EL24 — астероїд головного поясу, відкритий 2 березня 1981 року.
Тіссеранів параметр щодо Юпітера — 3.280.